# Xã Barren, Quận Franklin, Illinois
Xã Barren (tiếng Anh: Barren Township) là một xã thuộc quận Franklin, tiểu bang Illinois, Hoa Kỳ. Năm 2010, dân số của xã này là 496 người.